# Clube Atlético Catarinense (São José)
Clube Atlético Catarinense is een Braziliaanse voetbalclub uit São José, in de deelstaat Santa Catarina.

## Geschiedenis
De club werd opgericht in 2020 en was de eerste club uit São José die deelname aan de profcompetitie in de Série C, de derde klasse van de staatscompetitie. De club werd in de groepsfase tweede achter Nação. In de finale om de titel wist de club wel te winnen zodat ze in hun eerst bestaansjaar al meteen een titel konden vieren. Het volgende seizoen in de Série B verliep minder goed. De club eindigde samen met Caçador op een degradatieplaats en werd gered door een beter doelsaldo. 
In 2022 werd de club zesde en plaatste zich zo wel nog voor de tweede ronde. Hierin versloegen ze Metropolitano en Inter de Lages waardoor ze zich voor de finale plaatsten tegen Criciúma. Deze club speelt al jaren in de hogere nationale reeksen, maar degradeerde in 2021 onverwacht uit de Série A van de staatscompetitie. De grote club trok aan het langste eind, maar als vicekampioen promoveert Atlético wel naar de hoogste klasse in 2023. Daar werd de club echter een maatje te licht bevonden. Atlético behaalde slechts één punt en moest meteen terug naar de tweede klasse. Amper een jaar later degradeerde de club zelfs verder naar de derde klasse. 

## Erelijst
Campeonato Catarinense Série C
2020